# Holland (Misuri)
Holland es un pueblo ubicado en el condado de Pemiscot en el estado estadounidense de Misuri. En el Censo de 2010 tenía una población de 229 habitantes y una densidad poblacional de 529,45 personas por km².

## Geografía
Holland se encuentra ubicado en las coordenadas 36°3′25″N 89°52′14″O / 36.05694, -89.87056. Según la Oficina del Censo de los Estados Unidos, Holland tiene una superficie total de 0.43 km², de la cual 0.43 km² corresponden a tierra firme y (0%) 0 km² es agua.

## Demografía
Según el censo de 2010, había 229 personas residiendo en Holland. La densidad de población era de 529,45 hab./km². De los 229 habitantes, Holland estaba compuesto por el 93.01% blancos, el 0% eran afroamericanos, el 0.44% eran amerindios, el 0% eran asiáticos, el 0% eran isleños del Pacífico, el 3.49% eran de otras razas y el 3.06% pertenecían a dos o más razas. Del total de la población el 5.68% eran hispanos o latinos de cualquier raza.